# Bufonaria echinata
Bufonaria echinata es una especie de molusco gasterópodo marino que pertenece a la familia Bursidae. Tiene un tamaño que puede variar entre 50-85 mm.

## Distribución
Se distribuye en las aguas costeras del océano Índico, Filipinas y China.